# Ориема, Джеффри
Джеффри Ориема (англ. Geoffrey Oryema; 16 апреля 1953 — 22 июня 2018) — угандийский музыкант, певец.

## Биография
Родился в Сороти, Уганда, в семье музыкантов и поэтов. Мать руководила национальной балетной труппой The Heartbeat of Africa, отец — Эринайо Уилсон Ориема — известный политик, работал министром ресурсов в правительстве Иди Амина. В детстве Джеффри вместе с матерью объехал всю страну, к одиннадцати умел играть на гитаре, местных этнических инструментах, перкуссиях, начал сочинять песни.
В начале 1970-х поступил на актёрский факультет театральной академии в Кампале. Создал театральную труппу Theatre Ltd., для которой написал свою первую пьесу.
В 1977 году отец Джеффри поддержал на выборах противников диктатуры и вскоре погиб в автомобильной катастрофе. Ориема покинул страну — сбежал в Кению в багажнике автомобиля, позже перебрался во французскую Нормандию.
В 1989 году был приглашён на студию Питера Гэбриэла Real World, в 1990 вышел первый альбом — Exile (спродюсированный Брайаном Ино). Первые три альбома выпущены лейблом Real World, в дальнейшем сотрудничал с Sony Music, Next Music и Long Tail Recordings.
Пел на суахили, ачоли, французском, английском.
Джеффри Ориема неоднократно приезжал в Россию: в 2006 году выступал на театральном фестивале «Золотая маска», в 2007 — на международном фестивале «Саянское кольцо», в 2010 — на фестивале «Движение», в 2008 — на фестивале «Сотворение Мира».

## Дискография
- Exile (1990)
- Beat the Border (1993)
- Night to Night (1996)
- Spirit (2000)
- The Odysseus/Best Of (2002)
- Words (2004)
- Masters at Work (Piri Wango Iya — Rise Ashen’s Morning Come Mix)(2004)